# سالفيستر راسيك
سالفيستر راسيك (بالإنجليزية: Silvestre Rasuk)‏ هو ممثل أمريكي، ولد في 5 سبتمبر 1987 في نيويورك في الولايات المتحدة.

## وصلات خارجية
- سالفيستر راسيك على موقع IMDb (الإنجليزية)
- سالفيستر راسيك على موقع قاعدة بيانات الفيلم (الإنجليزية)